# Eileen
Eileen, vlastním jménem Olena Androsova (ukrajinsky Олена Андросова), je pseudonym zpěvačky, hudebnice, překladatelky a youtuberky. Žije v Rovně. 

## Život
Vystudovala fakultu románských a germánských jazyků na Národní univerzitě Ostrožská akademie. Proto kromě své rodné ukrajinštiny plynně ovládá angličtinu, ruštinu, němčinu a francouzštinu. Po absolutoriu pracovala zpočátku jako překladatelka, později se věnovala vitrážím. Hraje na klavír, kytaru a irskou harfu. 
Od ledna 2015 začala Androsova zveřejňovat hudební videa na YouTube. Jednalo se o ukrajinské coververze známých anglických písní. S videi v ukrajinštině začala proto, že jí na YouTube chyběl obsah v rodném jazyce a také aby přiblížila tyto písně ukrajinskému publiku. 
Eileen v roce 2020 postoupila na profesionální úroveň a vydala svůj singl „Shchedryk – Carol of the Bells“.. Její popularita vzrostla po ruské invazi na Ukrajinu v únoru 2022 díky vlasteneckým videoklipům „Červená kalina“ (ukrajinsky Ой, у лузі червона калина), a „Hej, sokoly!“ (ukrajinsky  Гей, соколи!)
V roce 2022 vydala své první album Oi u Luzi Chervona Kalyna 

## Prezentace na webech
- YouTube kanál Eileen
- Instagram pod jménem Helena Androsova / Eileen